# Ptilium exaratum
Ptilium exaratum är en skalbaggsart som först beskrevs av Allibert 1844.  Ptilium exaratum ingår i släktet Ptilium, och familjen fjädervingar. Arten är reproducerande i Sverige.